# Parioli
Das II. Munizipium Parioli war eines der 19 Munizipien der Stadt Rom. Es liegt nördlich der Altstadt und wird im Westen und Norden vom Tiber und im Osten vom Aniene begrenzt. Parioli gehört zu den teuersten Wohnvierteln Roms. Es wurde ab 1911 besiedelt und nach dem Monte Parioli (59 m) benannt. Am 11. März 2013 wurde es mit dem III. Munizipium Nomentano – San Lorenzo zum neuen Municipio II vereinigt.
Parioli hat (Stand: 2006) 122.912 Einwohner auf einer Fläche von 13,67 km² und umfasst die folgenden Ortsteile:
| 2a     | Villaggio Olimpico | 2821    |
| 2b     | Parioli            | 22.346  |
| 2c     | Flaminio           | 12.692  |
| 2d     | Salario            | 25.842  |
| 2e     | Trieste            | 54.225  |
| 2x     | Villa Ada          | 598     |
| 2y     | Villa Borghese     | 1000    |
| Gesamt | Gesamt             | 122.912 |

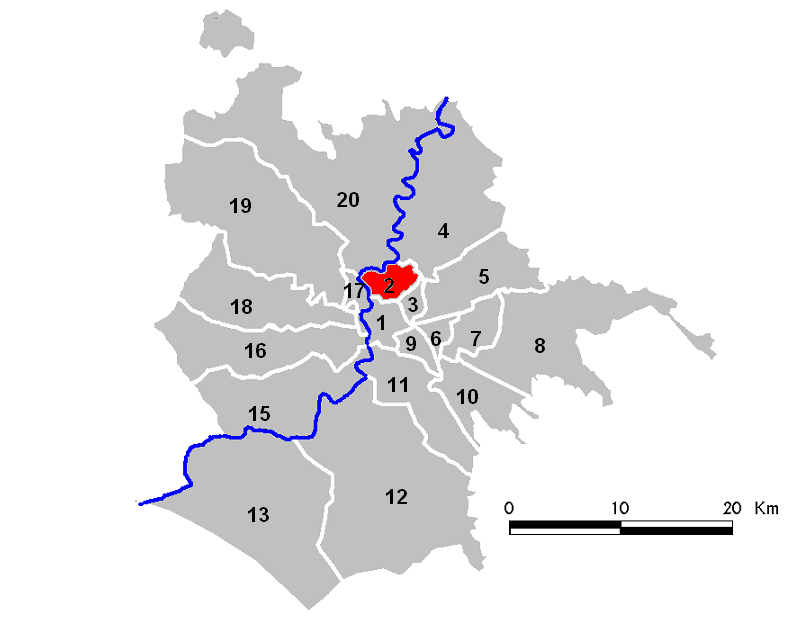
Lage von Parioli in Rom

Geprägt wird Parioli durch zahlreiche Parks und Grünflächen wie die Villa Borghese und die Villa Ada. Im Stadtviertel befindet sich eine ganze Reihe wichtiger Sport- und Kultureinrichtungen wie das Stadio Flaminio, der Palazzetto dello Sport und das ehemalige olympische Dorf sowie das Auditorium Parco della Musica, das Kunstmuseum MAXXI und die Moschee von Rom, die zweitgrößte Moschee Europas außerhalb der Türkei.